# Dermaleipa ochribrunnea
Dermaleipa ochribrunnea là một loài bướm đêm trong họ Erebidae.